# Strahinje Radobojsko
Strahinje Radobojsko is een plaats in de gemeente Radoboj in de Kroatische provincie Krapina-Zagorje. De plaats telt 77 inwoners (2001).